# 大連老窖
大连老窖产于大连的一系列白酒，源于1913年10月10日日本人于当地创立的森川造酒厂，抗战后在1945年被中国政府接收，后多次易名。但大连老窖本身则迟至1975年10月1日才推出，为麸曲清香型白酒。改革开放后酒厂派十名技术骨干赴茅台学艺，两年后于1989年开发出了酱香型白酒，并被誉为“北方小茅台”。因两地自然环境不同，大連老窖还是和同为酱香型的茅台有所不同，且茅台为大曲酒，大連老窖则为麸曲酒。